# Venezuelská kuchyně

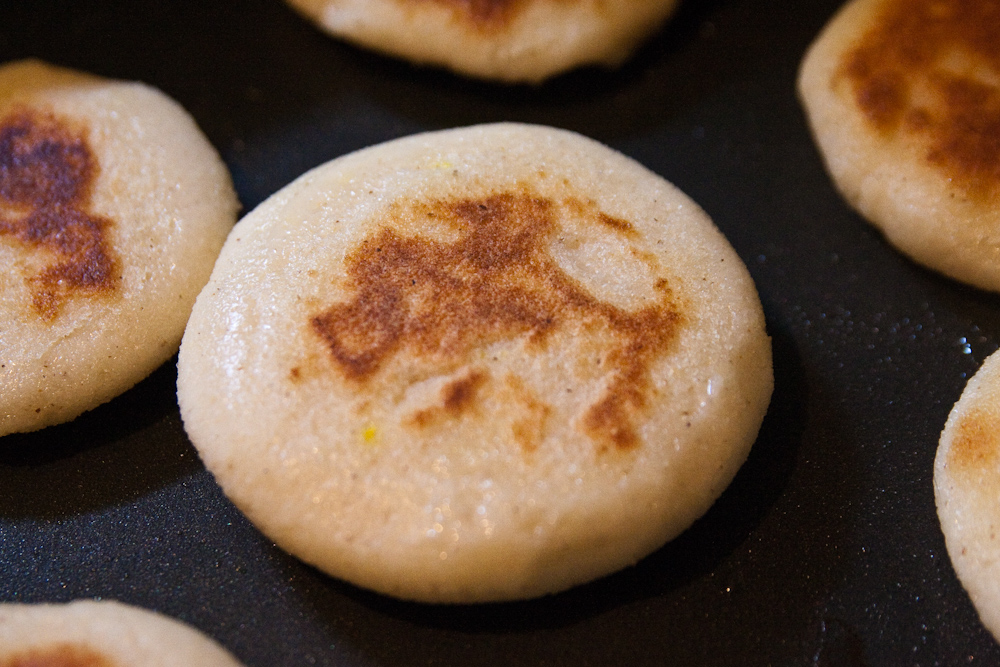
Arepa

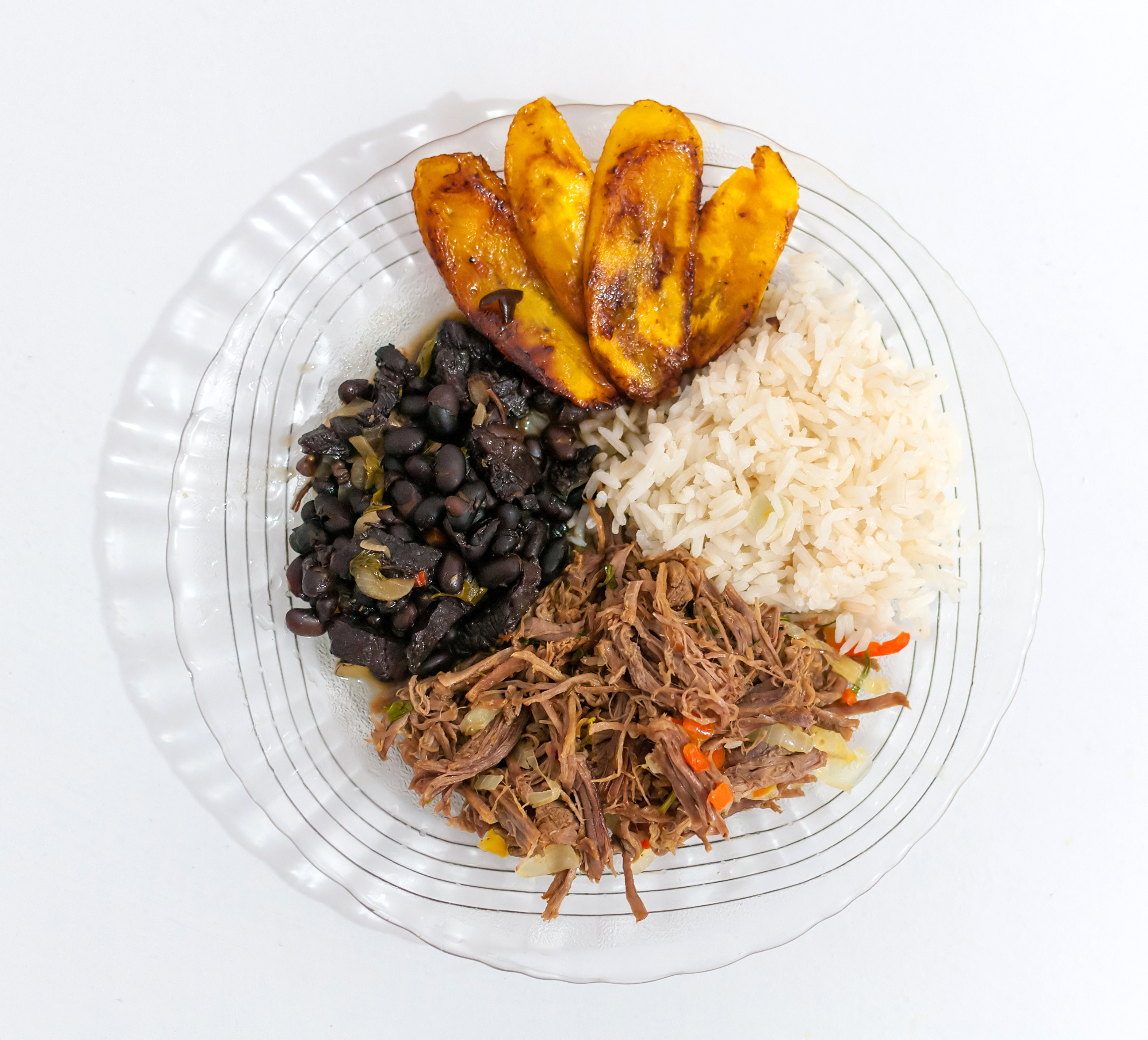
Pabellón Criollo

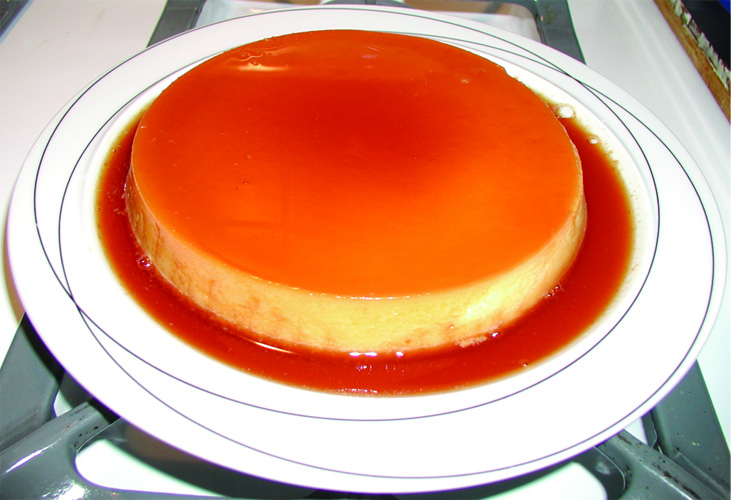
Quesillo

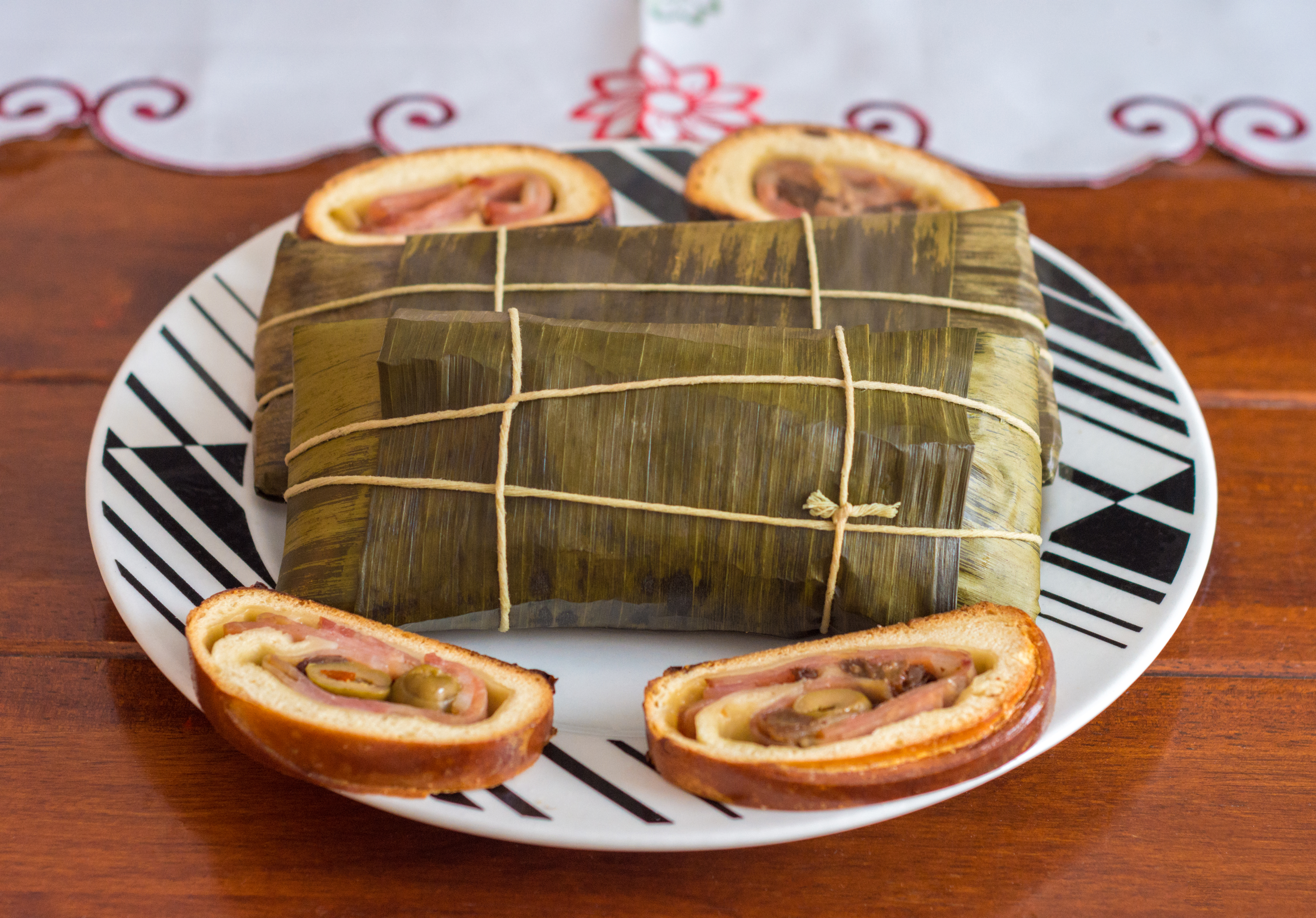
Hallaca a šunkový chléb

Venezuelská kuchyně (španělsky: Gastronomía de Venezuela) je směsí vlivů evropské kuchyně (především španělské), africké kuchyně (především kuchyní západní Afriky) a kuchyně venezuelských Indiánů. 
Mezi základní potraviny patří hlízy a zelenina (především batáty, maniok, plantainy, rýže a fazole), a také maso a tropické ovoce.
Venezuelská kuchyně se v každém regionu liší. Na karibském pobřeží se více používají mořské ryby a mořské plody, v oblasti Llanos se zase nachází hodně rančů a proto se zde více používá hovězí maso. V Amazonii se běžně pojídají například mravenci nebo piraně.

## Příklady venezuelských pokrmů
Příklady venezuelských pokrmů:
- Arepa, kukuřičná placka podávaná jako příloha
- Pabellón criollo, pokrm z trhaného masa, fazolí a rýže, často podávaný se smaženým plantainem
- Quesillo, karamelový pudink
- Hallaca, populární vánoční jídlo. Jedná se o plněné kukuřičné těsto zabalené v banánovém listě.
- Cachitos, croissanty plněné šunkou
- Bienmesabe, mandlový dezert z bílků
- Cachapa, kukuřičná palačinka
- Empanada, plněná kapsa z těsta
- Maso z kapybary, populární především v regionu Llanos[2]

## Příklady venezuelských nápojů
Příklady venezuelských nápojů:
- Káva
- Ovocné šťávy
- Rum
- Chica de arroz, alkoholický nápoj z rýže
- Papelón con limón, nápoj z cukrové třtiny a citronové šťávy